# Khaled Hassan
 (juillet 2018).
Si vous disposez d'ouvrages ou d'articles de référence ou si vous connaissez des sites web de qualité traitant du thème abordé ici, merci de compléter l'article en donnant les références utiles à sa vérifiabilité et en les liant à la section « Notes et références ».
Khaled Hassan, né en 1928 à Haïfa en Palestine mandataire et mort le 8 octobre 1994 est un homme politique palestinien, l’un des principaux leaders du Fatah, puis de l’Organisation de libération de la Palestine (OLP). 

## Biographie
Sa famille se réfugie au Liban en 1949. En 1950, il devient enseignant à Damas où il sera arrêté en raison de son activisme pro-palestinien. En 1952, il quitte la Syrie pour le Koweït, où il entre dans la fonction publique et participe à la fondation du Fatah, dont il dirigera le Comité central jusqu’à sa mort. En 1968-1969, lorsque le Fatah intègre l'OLP, il devient membre du Comité exécutif de l’OLP jusqu'en 1973 puis il est nommé directeur du Comité des affaires étrangères du Conseil national palestinien, le corps législatif de l’OLP, et devient l’un des principaux architectes de la politique étrangère de l’organisation.
Khaled Hassan occupe, tout au long des années 1970 et 1980, une place de conseiller de premier plan auprès de Yasser Arafat mais leurs divergences. En effet Khaled défendait d’une « direction collective » au sein du mouvement palestinien, contrairement à Yasser Arafat. Il s’oppose également à la lutte armée contre les Israéliens, telle qu’elle se définit dès le milieu des années 1960 au sein du Fatah. Au début des années 1970 il quitte le Comité exécutif de l’OLP, puis rompt avec Yasser Arafat en 1990-1991, en raison du soutien que ce dernier apporte à Saddam Hussein lors de la guerre du Golfe.